# Округ Сијера (Њу Мексико)
Сијера (енгл. Sierra County) је округ у америчкој савезној држави Њу Мексико.

## Демографија
По попису из 2010. године број становника је 11.988, што је 1.282 (-9,7%) становника мање него 2000. године.
| Група             | 2000.         | 2010.         |
| Белци             | 9.356 (70,5%) | 8.205 (68,4%) |
| Афроамериканци    | 64 (0,5%)     | 49 (0,4%)     |
| Азијати           | 23 (0,2%)     | 49 (0,4%)     |
| Хиспаноамериканци | 3.488 (26,3%) | 3.352 (28,0%) |
| Укупно            | 13.270        | 11.988        |